# Tajszetłag
Tajszetłag (ros. Тайшетлаг, pełna nazwa Тайшетский исправительно-трудовой лагерь Управления исправительно-трудовых лагерей и колоний Управления НКВД по Иркутской области) – stalinowski obóz pracy w strukturze NKWD utworzony w 1943 roku z Jużłagu, w 1946 przekształcony w obóz Bracki. Administracja mieściła się na stacji Tajszet. Na terenie Tajszetłagu znajdowały się obozy/posiołki Zołotaja Gora, Niżnaja i Gornaja Udaczna oraz Kwitok. Na terenie obozu Zołotaja Gora znajduje się pomnik Memoriału.

## Wspomnienia
- Maria Zielińska-Kwiatkowska: "Włosy wypadły mi zupełnie", Wspomnienia Sybiraków tom 2, 1990